# 岡村敬二
岡村 敬二（おかむら けいじ、1947年6月9日 - ）は、日本の図書館司書、書誌学者。学術博士（総合研究大学院大学・論文博士・2006年）。京都ノートルダム女子大学名誉教授。専門は出版文化史。

## 経歴
広島県三原市に生まれる。1973年に京都大学法学部を卒業したのち大阪府立図書館司書、79年大阪府立夕陽丘図書館、大阪府立中之島図書館を経て、1998年に京都文化短期大学教授、2000年に京都学園大学教授、2004年に京都ノートルダム女子大学教授に就任し、2017年に定年退任により名誉教授。2006年には「日満文化協会の歴史；草創期を中心に」で、学術博士（総合研究大学院大学）の学位を取得。

## 業績
満洲国を中心とする外地における出版史・書籍史の著作が多い。

## 著書

### 単著
- 『表現としての図書館』青弓社 1986
- 『遺された蔵書 満鉄図書館・海外日本図書館の歴史』阿吽社 1994
- 『江戸の蔵書家たち』講談社選書メチエ 1996、吉川弘文館「読みなおす日本史」 2017
- 『「満洲国」資料集積機関概観』不二出版 2004
- 『満洲出版史』吉川弘文館 2012
- 『京大東洋学者小島祐馬の生涯』臨川書店「臨川選書」 2014
- 『戦前期外地活動図書館職員人名辞書』武久出版 2017

### 共編著
- 『満州国出版目録』全8巻 編・解題 金沢文圃閣 文圃文献類従 2008-09
- 『京の町歩き 東山山麓フィールドワーク』長沼光彦、服部昭郎共編「文化の航跡」刊行会「文化の航跡」ブックレット 2010
- 『京都洛北祈りの十字路を歩く 京都ノートルダム女子大学〈北山探検隊〉の記録』長沼光彦共編 「文化の航跡」刊行会「文化の航跡」ブックレット 2013